# Collection Patrie
La Collection Patrie, éditée par les éditions Rouff, est une série de fascicules comprenant de courts récits qui relatent, d’une façon romancée et dans un esprit de propagande, différents épisodes de la Première Guerre mondiale puis de la Seconde Guerre mondiale.
Quatre séries différentes se sont succédé sous ce titre ou un titre proche entre 1917 et 1951, totalisant 291 fascicules qui ont donné lieu à des réimpressions.

## La première série: 1917-1920
La première série débute en février 1917 sous l'impulsion de Frédéric Rouff et comporte 154 fascicules, le dernier paraissant en janvier 1920.  
Ces « ouvrages complets illustrés » sont de petit format (20 cm x 14 cm) et comportent 24 pages. Ils sont vendus d'abord 10 puis 30 centimes.  Au cours des années 1920 et 1930, ils seront réimprimés et vendus alors à des tarifs plus élevés. Les tirages originaux sont caractérisés le plus souvent par une impression médiocre sur du papier de mauvaise qualité imposé par les restrictions de cette époque. L’un des intérêts de la collection réside dans l'illustration de couverture réalisée en couleurs. Beaucoup de ces illustrations sont l'œuvre de Gil Baer  qui signe également quelques pages intérieures en noir et blanc. Exception faite de quelques rares numéros, celles-ci sont de piètre qualité. 
La collection se propose chaque semaine, de retracer des épisodes dramatiques, vécus mais plus ou moins romancés, du conflit en cours puis à peine terminé, à travers la glorification d'exploits individuels ou d’actions collectives. Inspirée par la propagande de guerre, la collection apparaît très germanophobe comme en témoignent les titres Les Boches au Maroc ou J'ai descendu mon premier Boche. Les thématiques dominantes sont celle des campagnes et des batailles, celle des unités militaires et celle des aspects techniques de la guerre. les combats sur mer, dans les airs ou hors de France ne sont pas absents des sujets traités pour autant, non plus que la guerre vue du côté ennemi ou les malheurs endurés par la population civile. 
Léon Groc assure la direction littéraire de la collection. Il est aussi le plus représenté parmi la quarantaine d'auteurs qui ont collaboré à la collection. Ceux-ci sont pour la plupart d'entre eux déjà connus dans le domaine du roman populaire comme Gustave Le Rouge, Georges Spitzmuller, Georges-Gustave Toudouze ou Jean Petithuguenin. Pour quelques-uns cependant, le passage dans la collection représente une incursion unique dans ce domaine. 

## Les séries ultérieures: 1940-1951
Reprenant peu ou prou les mêmes principes que la Collection Patrie 1914-1918 apparaît la Collection Patrie 1939-1940 après le début de la Deuxième Guerre mondiale puis la collection Patrie Libérée lors des opérations de reconquête de la France. Le titre redevient par la suite simplement Collection Patrie relatant des exploits du Second Conflit mondial pour s’achever avec la Collection "Patrie" Sois un homme ! en 1950.

## Source
- « Forum sur la Littérature Populaire »
- « Le site de Dumoul » (consulté le 2 avril 2010)
- « Kaskapointe » (consulté le 2 avril 2010)